# Gonomyia saudiarabiensis
Gonomyia saudiarabiensis là một loài ruồi trong họ Limoniidae. Chúng phân bố ở miền Cổ bắc.